# ساندور آدم (لاعب كرة الماء)
ساندور آدم (بالمجرية: Ádám Sándor)‏ هو لاعب كرة الماء مجري، (ولد في بودابست في المجر 1892  م).

## وصلات خارجية
- ساندور آدم على موقع أوليمبيديا (الإنجليزية)